# Краснополье (Правдинский район)
Краснополье — поселок в Правдинском районе Калининградской области.

## География
Находится в южной части Калининградской области на расстоянии приблизительно 7 км на юг-юго-восток по прямой от административного центра района города Правдинск.

## История
Населенный пункт назывался Хоенштайн до 1946 года. В составе Правдинского района с 2006 по 2015 год входил в Правдинское городское поселение.

## Население
Численность населения: 103 человека (русские 68 %) в 2002 году, 17 в 2010.